# Egbert van Drielst
Egbert van Drielst (gedoopt Groningen, 12 maart 1745 – Amsterdam, 4 juni 1818) was een Nederlandse kunstschilder die veel Hollandse landschapsschilders uit de 19e eeuw heeft beïnvloed. Van Drielst wordt wel de Drentse Hobbema genoemd. 

## Leven en werk
Van Drielst kreeg zijn eerste tekenonderwijs bij J.F. Francé in de lakfabriek van Steven Numan in Groningen. Omstreeks 1761 kwam Van Drielst, samen met Numans zoon Hermanus naar Haarlem en werd daar leerling van de behangschilder Jan Augustini. In 1765 trok Van Drielst naar Amsterdam. Zijn eerste schilderij ontstond in 1776. Hij studeerde tot 1768 bij Hendrik Meijer; daarna was hij twee jaar werkzaam bij de behangschilder Jan Smeijers. Inmiddels was Van Drielst ook lid van de Stadstekenacademie, een genootschap dat bijeen kwam in de bovenzaal van het stadhuis. Andreas Bonn gaf de schilders anatomieles. Van Van Drielst zijn enkele naakten bekend. Hij werd in 1788 lid van Felix Meritis. Tussen 1770 en 1810 schilderde Van Drielst ongeveer tien behangensembles, meestal voor huizen aan de Amsterdamse Keizersgracht. De behangschilderingen zijn slechts deels bewaard gebleven en vrijwel nooit op de oorspronkelijke plek. Egbert van Drielst woonde zelf ook op Keizersgracht 592 en 418 en schilderde bij de opdrachtgever, zodat hij rekening kon houden met de lichtinval. 
Als een van de eerste Hollandse kunstenaars heeft Van Drielst zich door de bossen en dorpen in de provincie Drenthe laten inspireren. Van Drielst was eigenlijk tekenaar. Zijn tekeningen van landschappen zijn geliefde verzamelobjecten. Hij reisde veelvuldig door Nederland (regelmatig naar Eext en het buiten Elswout, bij Haarlem), België, Engeland en Duitsland. 
Van Drielst trouwde in 1790 met Johanna Nauta in Amsterdam. Zij was de weduwe van Coenraad Vuring. Haar zoon Jan Vuuring van Drielst werd door Van Drielst opgeleid tot kunstschilder.

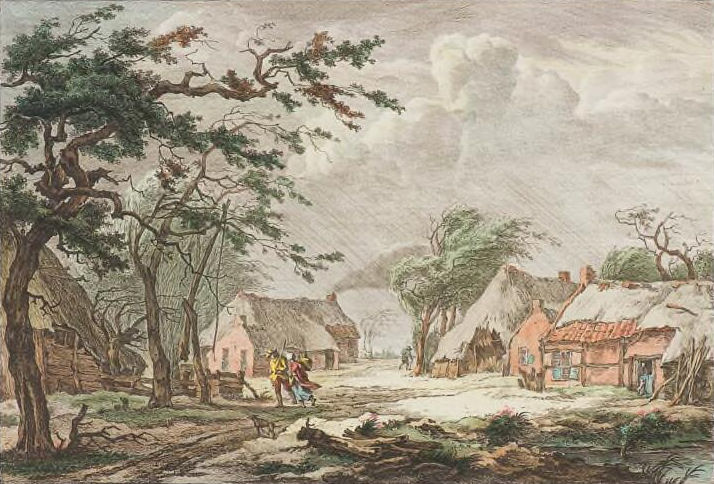
De oude zandweg van Zuidlaren naar Anloo
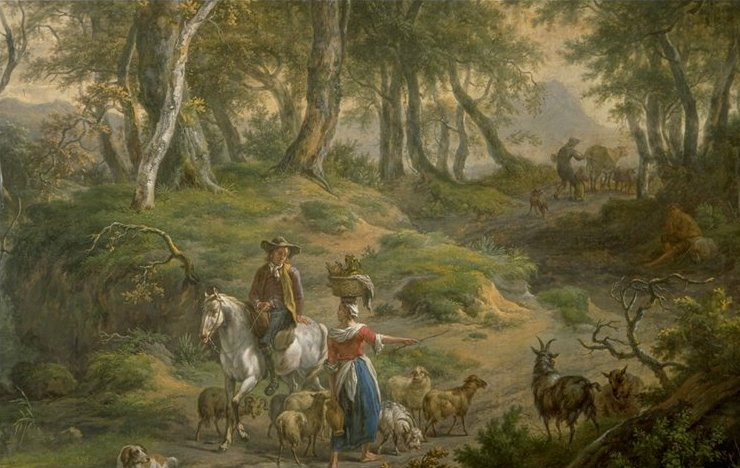
Detail wandschildering in blauwe kamer, Geelvinck Hinlopen Huis
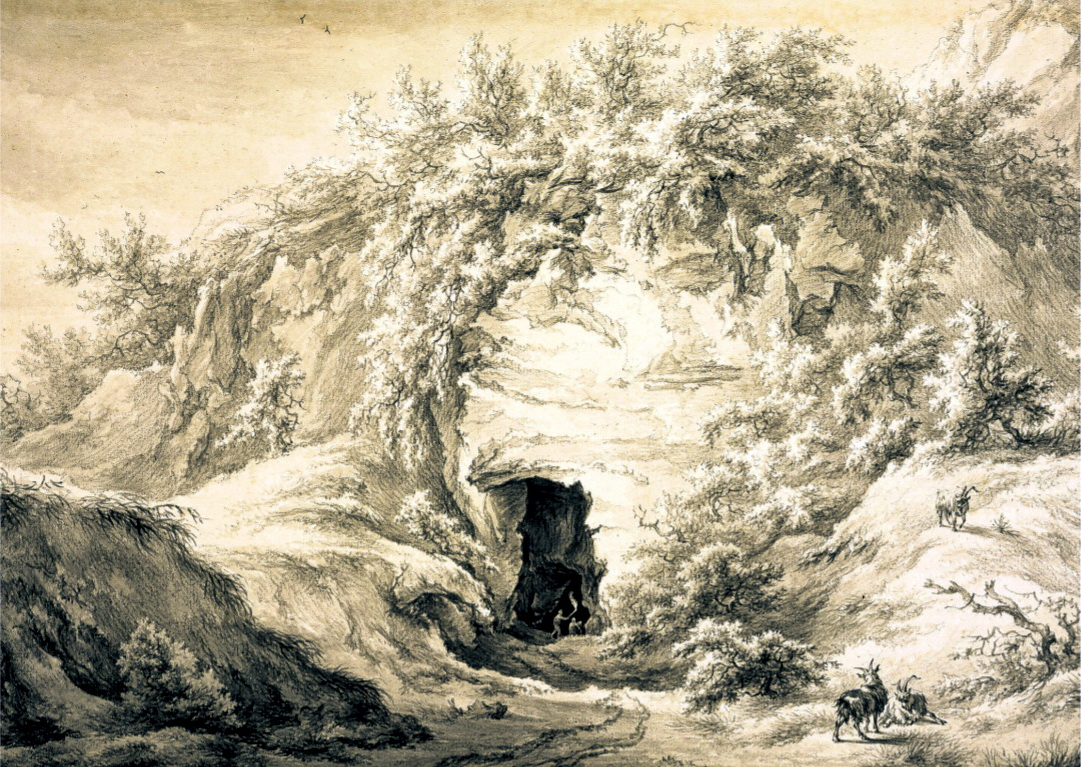
Ingang mergelgrot Sint-Pietersberg, 1786

Zijn belangrijkste behangschilderingen zijn te zien in Geelvinck Hinlopen Huis. Het meest opvallend is de horizon op ooghoogte. In het Rijksmuseum hangt het afscheid van Krayenhoff in Maarssen van generaal Daendels, dat hij in 1795 in samenwerking met Adriaan de Lelie schilderde. 